# إنهايما (ميناس جيراس)
إنهايما هي بلدية في ولاية ميناس جيرايس في المنطقة الجنوبية الشرقية من البرازيل.   